# Satelite Kingston
Satelite Kingston é uma banda de ska argentino da cidade de Buenos Aires. Sua música está diretamente vinculada ao som jamaicano mais tradicional como os The Skatalites ou músicos como o cubano jamaicano Laurel Aitken.
S.K., como tambem são conhecidos, surgiu em 1997. Lançou cinco CDs e tocou em cenas musicais variadas, tanto nas de sua cidade natal como nas de otros lugares do país, do Brasil e da Europa.
No ano de 2004 participaram do álbum "Tributo a Bob Marley" no qual fizeram uma versão das músicas "Top Rankin" e "Trench Town Rock". Em 2006 participaram do "Album Verde" um tributo reggae aos Los Beatles gravando um versão da música de John Lennon, Because.

## Discografia
| #  | Título do Álbum        | Ano  |
| -- | ---------------------- | ---- |
| 1. | "Subterrannia"         | 2000 |
| 2. | "Una Isla"             | 2003 |
| 3. | "Algo Tiene Que Pasar" | 2006 |
| 4. | "Mensajes"             | 2007 |
| 5. | "Sin Voz" (Simple)     | 2008 |
| 6. | "El enemigo".          | 2010 |